# Kitty O'Neil
Kitty O'Neil (24 de marzo de 1946-2 de noviembre de 2018) fue una especialista de cine y corredora automovilística estadounidense, conocida como "la mujer más rápida del mundo". Una enfermedad en la primera infancia la dejó sorda, y más enfermedades en la edad adulta acortaron su trayectoria como saltadora de trampolín, pero la carrera de O'Neil como doble y corredora la llevó a ser representada en una película para televisión y como figura de acción. Su récord de velocidad femenino todavía se mantiene.

## Primeros años
Kitty Linn O'Neil nació en Corpus Christi (Texas) el 24 de marzo de 1946. John O'Neil, su padre, era un oficial de las Fuerzas Aéreas del Ejército de los Estados Unidos, que había sido perforador independiente de pozos de petróleo, Murió en un accidente de avión durante la infancia de O'Neil. Su madre, Patsy Compton O'Neil, era de etnia cheroqui. A los cinco meses de edad, O'Neil contrajo simultáneamente varias enfermedades infantiles, perdiendo su audición. Después de que su sordera se hizo evidente a la edad de dos años, su madre le enseñó lectura de labios y a pronunciar sonidos, convirtiéndose en terapeuta del habla y cofundadora de una escuela para estudiantes con discapacidad auditiva en Wichita Falls.
Siendo adolescente, Kitty  comenzó a competir en saltos desde la plataforma de 10 metros y de trampolín de 3 metros, ganando los campeonatos de la Amateur Athletic Union. Entrenó a partir de 1962 con Sammy Lee. Antes de las pruebas para los Juegos Olímpicos de Tokio 1964, se rompió la muñeca y contrajo meningitis, amenazando su capacidad para caminar y terminando con sus opciones por una plaza en el equipo de salto olímpico.
Después de recuperarse de la meningitis, perdió el interés por el salto de trampolín y se dirigió al esquí acuático, al buceo, al paracaidismo y al ala delta, afirmando que el salto de trampolín "no fue lo suficientemente aterrador para mí". En sus últimos veinte años se sometió a dos tratamientos contra el cáncer.

## Carreras
Hacia 1970, O'Neil había empezado a competir en carreras acuáticas y en tierra, participando en la Baja 500 y en el Mint 400. Conoció a los especialistas Hal Needham y Ron Hambleton mientras conducía motocicletas, y vivió con Hambleton, renunciando a las carreras por un tiempo. A mediados de la década de 1970 comenzó a trabajar como especialista, entrenando con Needham, Hambleton y Dar Robinson. En 1976, se convirtió en la primera mujer en actuar con la agencia de acrobacias Stunts Unlimited. Como actriz, apareció en The Bionic Woman, Aeropuerto 77, The Blues Brothers, Smokey and the Bandit II y otras producciones de televisión y películas. En la filmación de un episodio de la Mujer Maravilla en 1979, estableció un récord femenino de caída con 127 pies (38,7 m) en el Valle Hilton en Sherman Oaks, y más adelante batió el récord de nuevo con una caída de 180 pies (54,9 m) desde un helicóptero. Ella atribuyó a su pequeño tamaño (5,16 pies (1,6 m) de estatura) y (97 libras (44,0 kg) de) peso su capacidad para soportar las fuerzas de impacto. En 1977, O'Neil estableció un récord femenino de velocidad en el agua de 275 millas por hora (442,6 km/h), y ya había obtenido un récord de esquí acuático deslizándose a 104,85 millas por hora (168,7 km/h) en 1970. En 1978, su carrera como piloto inspiró una muñeca de acción sobre Kitty O'Neil, fabricada por Mattel.

## Registros de velocidad en tierra
En 1976, en el sudeste de Oregón, en el  desierto Alvord, O'Neil estableció el récord de velocidad en tierra femenino. Pilotó un triciclo a reacción impulsado por peróxido de hidrógeno, construido por Bill Fredrick, llamado "Motivator SMI". Alcanzó una velocidad promedio de 512,71 millas por hora (825,1 km/h), con una velocidad máxima de 621 millas por hora (999,4 km/h). O'Neil fue contratada únicamente para batir el récord de velocidad femenino, y se vio obligada a permitir que Hal Needham estableciera el récord absoluto. Los patrocinadores de Needham, las compañías de juguetes que estaban preparando una figura de acción de Hal Needham, obtuvieron una orden judicial para impedir otros posibles intentos de batir el récord absoluto que pudiera realizar O'Neil. Según su contrato, se suponía que no debía haber excedido 400 millas por hora (643,7 km/h). Sin embargo, Needham no batió el récord ni llegó a pilotar el "Motivator SMI", y un nuevo recurso legal de O'Neil y Hambleton para permitirle a O'Neil otro intento tampoco surtió efecto. Los patrocinadores recibieron publicidad negativa por impedir a O'Neil utilizar de nuevo el "Motivator SMI", y los muñecos de acción inspirados en Needham no fueron comercializados.
Al parecer, en las carreras de O'Neil se utilizó el 60% del empuje disponible. La propia O'Neil estimaba que podría haber superado las 700 millas por hora (1126,5 km/h) a plena potencia.
En 1977 en el Desierto de Mojave, O'Neil pilotó un dragster a reacción impulsado con peróxido de hidrógeno construido por Ky Michaelson con una velocidad promedio de 279,5 millas por hora (449,8 km/h). Dado que la carrera no se repitió de acuerdo con las reglas de la National Hot Rod Association, no se reconoce como un registro oficial de carreras de aceleración.
En 1979, las experiencias de O'Neil sirvieron de base para una película biográfica "Silent Victory: The Kitty O'Neil Story", protagonizada por Stockard Channing. O'Neil comentó que aproximadamente la mitad de la película era una descripción precisa de su historia.

## Años posteriores y muerte
O'Neil se alejó del trabajo de acrobacias y velocidad en 1982, tras la muerte de sus compañeros mientras actuaban. Se mudó primero a Minneapolis con Michaelson, y finalmente se trasladó a Eureka, Dakota del Sur, con Raymond Wald. Cuando se jubiló, O'Neil había establecido 22 récords de velocidad en tierra y agua. Murió el 2 de noviembre de 2018 de neumonía en Eureka (Dakota del Sur), con 72 años de edad. Kitty O'Neil murió de enfermedad pulmonar obstructiva crónica (EPOC) a los 72 años, el 2 de noviembre de 2018.

## Lecturas relacionadas
- Moore, Matthew S.; Panara, Robert F. (1998). Great deaf Americans (2. ed., 2. print. edición). Rochester, N.Y.: Deaf Life Press. ISBN 0963401661.
- Ireland, Karin (1980). Kitty O'Neil, daredevil woman (Library edición). New York, N.Y.: Harvey House. ISBN 0817800042.
- Libby, Bill; O'Neil, Kitty (1981). Kitty, a story of triumph in a soundless world (1st edición). New York: Morrow. ISBN 0688003559.,

- Datos: Q6418591